# Palomar 8
Palomar 8 (ESO 591-12) – gromada kulista znajdująca się w odległości około 41 700 lat świetlnych od Ziemi w kierunku konstelacji Strzelca. Została odkryta w 1952 roku przez George’a Abella. Palomar 8 znajduje się 17 900 lat świetlnych od jądra Drogi Mlecznej.